# Intrigues en Orient
Pour plus de détails, voir Fiche technique et Distribution.
Intrigues en Orient (titre original : Background to Danger) est un film d'espionnage américain réalisé par Raoul Walsh, sorti en 1943, avec George Raft, Brenda Marshall, Sydney Greenstreet et Peter Lorre.

## Synopsis
En 1942, la Turquie, un pays neutre, est le champ d'action des espions de tous pays. Joe Barton, un espion américain, se retrouve en possession de photographies de zones stratégiques en Turquie. Il va être aux prises avec le Colonel Robinson, un agent travaillant pour les Nazis, mais sera aidé par Nicolai et Tamara Zaleshoff, des agents soviétiques qui veulent empêcher Robinson de les utiliser pour convaincre les Turcs que la Russie envisage d'envahir leur pays.
Finalement, Nicolai sera tué, mais Joe arrivera à empêcher la publication des photographies et Robinson sera arrêté par la police turque. Joe et Tamara partiront pour leur prochaine affectation au Caire.

## Fiche technique
- Titre original : Background to Danger
- Titre français : Intrigues en Orient
- Réalisateur :	Raoul Walsh
- Scénario : W. R. Burnett, William Faulkner[1],[2], Daniel Fuchs[2], d'après le roman Au loin, le danger[3] d'Eric Ambler
- Direction artistique : Hugh Reticker
- Décors : Casey Roberts
- Costumes : Milo Anderson
- Photographie : Tony Gaudio
- Son : Dolph Thomas
- Montage : Jack Killifer
- Musique : Frederick Hollander
- Production : Jerry Wald
- Production exécutive : Jack L. Warner
- Société de production : Warner Bros. Pictures
- Société de distribution : Warner Bros. Pictures
- Pays de production :  États-Unis
- Langue originale : anglais, allemand, turc, français
- Format : noir et blanc — 35 mm — 1,37:1 — son Mono (RCA Sound System)
- Genre : film d'espionnage
- Durée : 80 minutes
- Date de sortie : 
  - États-Unis : 3 juillet 1943
  - France : 10 août 1949

## Distribution
- George Raft : Joe Barton
- Brenda Marshall : Tamara Zaleshoff
- Sydney Greenstreet : Colonel Robinson
- Peter Lorre : Nikolai Zaleshoff
- Osa Massen : Ana Remzi
- Turhan Bey : Hassan
- Willard Robertson : 'Mac' McNamara

Et, parmi les acteurs non crédités :
- Jean Del Val : Fonctionnaire
- William Edmunds : Serveur informateur
- Kurt Kreuger : Chauffeur
- Paul Porcasi : Fonctionnaire des douanes avec Joe
- Alfred Zeisler : Attaché d'ambassade

## Autour du film
Le film voulait bénéficier de l'extraordinaire succès de Casablanca dans lequel jouaient déjà Peter Lorre et Sydney Greenstreet.[réf. nécessaire]